# 印度寿带
印度綬帶（学名：Terpsiphone paradisi），又称印缅寿带，是雀形目王鹟科的一种鸟类。2022年，《中国鸟类名录10.0版》将印缅寿带中文名改为印度寿带。

## 特征
印缅寿带体重约19.23克，翼长约95毫米，嘴峰长约24.9毫米，喙宽度约7.8毫米，喙厚度约5.9毫米，跗蹠长约18毫米，尾长约110.2毫米。印缅寿带是部分迁徙的鸟类，其栖息在半开放的中等高度的林地中，食性为肉食性，主要食物来源是陆生无脊椎动物。

## 亚种
- ：分布于阿富汗、巴基斯坦和西印度的山地。
- ：分布于印度中部和南部；在斯里兰卡越冬。
- ：分布于斯里兰卡。[5]